# Zero Mostel
Zero Mostel (Samuel Joel Mostel 28. februar 1915 i Brooklyn, New York – 8. september 1977 i Philadelphia i Pennsylvania) var en amerikansk teater- og film-skuespiller. Han er bedst kendt for sine komiske roller i musicalerne Fiddler on the Roof , A Funny Thing Happened on the Way to the Forum og Max Bialystock i filmen Forår for Hitler. Han var sortlistet i 1960'erne.
Mostel var søn af en rabbiner. Mostel læste kunst og engelsk som hovedfag og arbejdede under depressionen som fx fabriksarbejder og havnearbejder. Senere forelæste han om kunst og begyndte at male.
Hans karriere som komiker begyndte i 1942 som standupkomiker på natklubber. Efter nogle måneder begyndte han at optræde i radioen og revyer. I 1943 havde han sin filmdebut i DuBarry Was a Lady. Efter at have gjort tjeneste under anden verdenskrig genoptog han sin teater- og filmkarriere.
Den blev brat afbrudt af sortlistningen, selv om han under vidneansvar fortalte, at han aldrig havde været medlem af kommunistpartiet. Han havde svært ved at få arbejde og begyndte at male igen. I 1958 vendte han tilbage til Broadway. I 1966 begyndte han at indspille film igen. Fx medvirkede han i filmatiseringen af flere af sine Broadway-succeser.